# Барышня в окошке
«Барышня в окошке» (пол. Panienka z okienka; Польша, 1964) — художественный фильм Марии Каневской. В фильме вместе впервые сыграли Пола Ракса и Януш Гайос — впоследствии популярная пара в фильме «Четыре танкиста и собака».

## Сюжет
Адаптация популярного исторического романа Деотимы (Ядвиги Лущевской), который касается отношений мещанки из Данцига и польского моряка в XVII веке в Гданьске.

## В ролях
- Пола Ракса — Хедвига-Мария Калиновска
- Ядвига Хойнацкая — Минна, горничная
- Халина Коссобудзкая — Корицка
- Александра Кажиньская — Флора
- Веслава Квасьневская — Фрузя, служанка Флоры
- Мариуш Дмоховский — князь Георг Оссолиньский
- Влодзимеж Новак — писарь князя Оссолиньского
- Януш Гайос — Петрек
- Эльжбета Старостецка — Нимфа в спектакле (роль в титрах не указана)
- Казимеж Фабисяк — мастер-ювелир Иоганн Шульц
- Кшиштоф Хамец — Корнелиус, племянник Шульца
- Теодор Гендера — Гульденштерн
- Ежи Душиньский — Денгоф
- Анджей Щепковский — Ян Гевелий
- Анджей Красицкий — адмирал Сетон
- Станислав Мильский — Миколай Струсь
- Александер Фогель — гданьский судья
- Зыгмунт Зинтель — курьер судьи
- Леон Немчик — обвинитель в гданьском суде
- Витольд Скарух — представитель Калиновского в гданьском суде
- Януш Клосиньский — представитель Корицкой в шляхетском суде
- Войцех Загурский — представитель Струся в шляхетском суде
- Людвик Бенуа — председатель шляхетского суда
- Влодзимеж Скочиляс — Ян Капуста, офицер на корабле
- Рышард Котыс — матрос
- Витольд Пыркош — капитан корабля
- Роман Сыкала — ключник
- Михал Шевчик — охранник
- Рышард Петруский — трактирщик
- Александер Севрук — корчмарь
- Станислав Лапиньский — медик у Шульца
- Наталья Шиманьская — трвница
- Феликс Жуковский — купец
- Иоанна Ендрыка — эпизод
- Ежи Лапиньский — эпизод

## Съёмочная группа
- Режиссёр: Мария Каневская
- Сценарий: Роман Невярович, Ежи Скшепиньски
- Оператор: Адольф Форберт
- Композитор: Витольд Кжеминьски